# Moord op Fanny Adams
De moord op Fanny Adams (geboren op 30 april 1859) vond plaats op 24 augustus 1867 te Alton in het Engelse graafschap Hampshire. De klerk Frederick Baker doodde het achtjarige meisje Fanny Adams, verminkte haar en sneed haar lijk in stukken. Baker werd op 24 december 1867 opgehangen.
Deze gebeurtenis veroorzaakte destijds zoveel ophef dat de naam ‘Fanny Adams’ en de initialen F.A. in het Engels een uitdrukking zijn geworden: Sweet Fanny Adams betekent tegenwoordig ‘helemaal niets’.

## Gebeurtenissen
Fanny Adams was de dochter van George en Harriet Adams, en had een zeven jaar oude zuster, genaamd Lizzie. Het gezin woonde op Tan House Lane in Alton. Op zaterdag 24 augustus, rond het middaguur, gingen Fanny en haar zus spelen met hun gezamenlijke vriendin Minnie Warner op een veld nabij de rivier de Wey. Daar ontmoette het drietal de negenentwintigjarige Frederick Baker, een klerk van de plaatselijke advocaat William Clement. Hij droeg een keurig zwart pak, maar zag er beschonken uit. Tegen half twee bood hij Minnie en Lizzie drie halve penny’s aan om tezamen uit te geven, terwijl hij Fanny bij hem wilde houden en haar eveneens een muntstuk ter waarde van een halve penny aanbood. Toen Fanny het geld aannam maar weigerde bij hem te blijven, tilde hij haar op en droeg haar naar een veld met hop.
De rechtstreekse doodsoorzaak van Fanny Adams schijnt slagen met een steen te zijn geweest.. Baker heeft het stoffelijk overschot vervolgens in stukken gesneden. Het hoofd doorboorde hij en plaatste hij op twee staken, armen en benen hakte hij af, hij sneed een oor af en haar ogen gooide hij in de Wey, waar ze later teruggevonden werden. De interne organen van Fanny Adams werden verstrooid over het veld aangetroffen, waarbij sommige nog eens extra in stukken waren gesneden.
Toen Minnie en Lizzie rond vijf uur weer thuiskwamen, vertelden ze aan de buurvrouw, mevrouw Gardiner, wat er gebeurd was. Zij informeerde onmiddellijk Harriet Adams, en beide vrouwen spoedden zich naar de plaats des onheils. Ze kwamen Baker tegen, die hen verzekerde dat hij de drie kinderen geld had gegeven om snoep te kopen, en hen verder met rust had gelaten.
Omstreeks zeven uur organiseerden de ongeruste dorpsbewoners een zoektocht, waarop de restanten van Fanny’s lichaam werden aangetroffen. Het duurde echter nog meerdere dagen voor alle lichaamsdelen teruggevonden waren.

## Arrestatie en proces

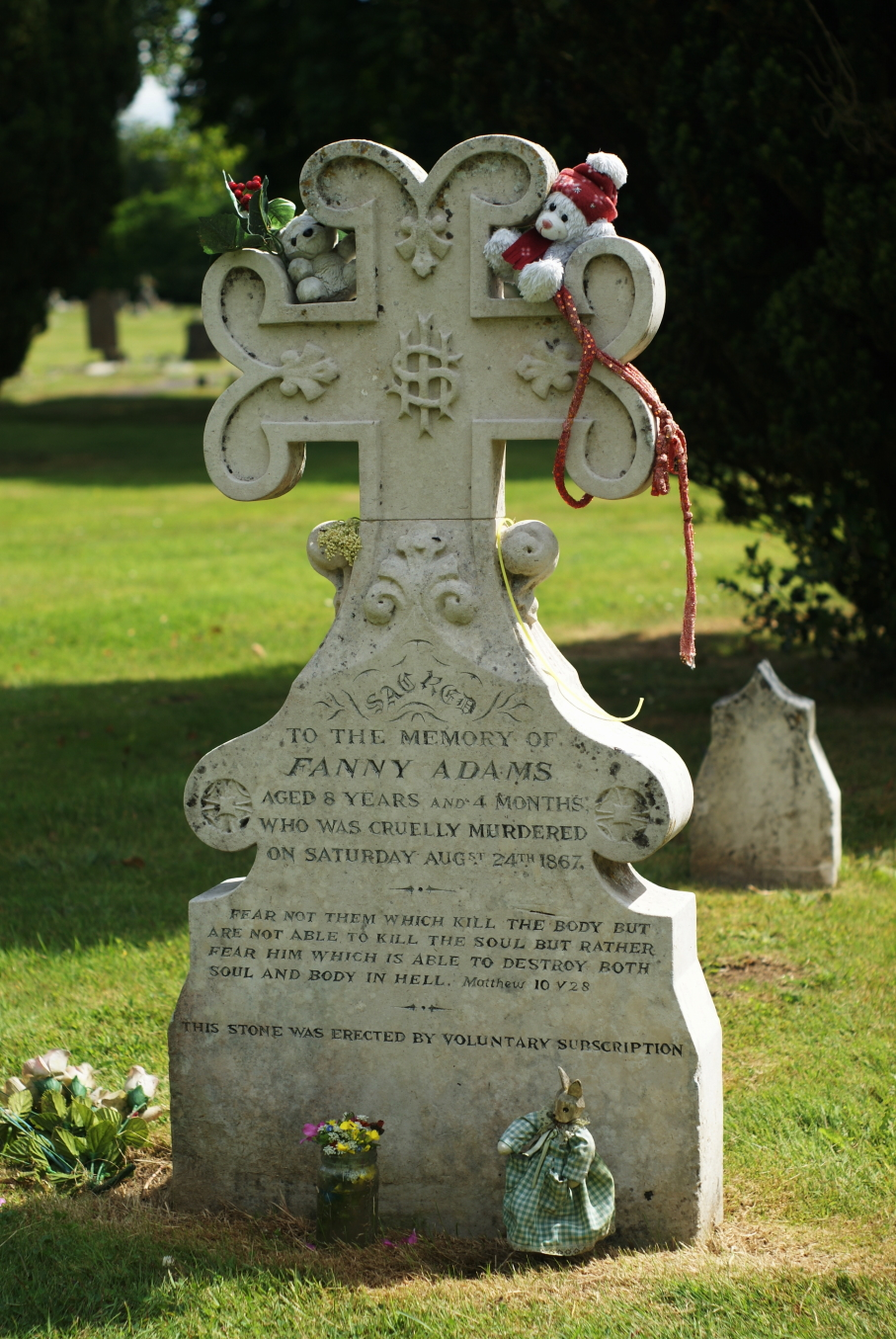
Graf van Fanny Adams in Alton

Frederick Baker werd nog diezelfde avond op zijn werk aangehouden door commissaris William Cheyney. Bakers schoenen, sokken en broek waren nat en er kleefde bloed aan zijn hemdsmouwen; hij bleek ook twee mesjes bij zich te hebben. Bakers collega verklaarde dat Frederick die middag veelal afwezig was geweest, maar omstreeks half vier kortstondig teruggekomen was. ’s Avonds in de pub had Baker aan zijn collega verklaard dat hij maandag Alton zou verlaten en misschien als slager zou kunnen werken.
Op maandag 26 augustus vond de commissaris het dagboek van Baker, waarin hij genoteerd had: „Zaterdag. Een jong meisje gedood. Het was mooi en warm weer.” Baker bleef volhouden dat hij onschuldig was en dat hij met die notitie bedoelde dat hij had vernomen dat er een meisje gedood was.
Tijdens het voorlopig onderzoek onder leiding van lijkschouwer Robert Harfield werden verschillende getuigen gehoord, waaronder Minnie Warner, Harriet Baker en mevrouw Gardner. Baker bleef ontkennen iets met de dood van het meisje te maken te hebben. De jury verklaarde hem echter schuldig. Hierop werd hij naar de gevangenis van Winchester overgebracht. De formele inbeschuldigingstelling vond plaats op donderdag 29 augustus in het stadhuis van Alton, en de politie had grote moeite om Baker te beschermen tegen aanvallen van een woedende menigte.
Op 5 december 1867 vond de rechtszitting plaats in Winchester. Minnie Warner identificeerde Baker opnieuw als de man die de kinderen gezien hadden. De verdediging legde de nadruk op het feit dat Baker als kind door zijn vader mishandeld was, dat zijn zuster gestorven was aan "hersenkoorts" en dat hij na een ongelukkige liefde een zelfmoordpoging ondernomen had. Vanwege deze voorgeschiedenis van psychische problemen in de familie diende hij daarom ontoerekeningsvatbaar te worden verklaard. De jury ging hier niet in mee en verklaarde hem na slechts vijftien minuten overleg schuldig. Baker werd op 24 december 1867 opgehangen om acht uur ’s ochtends, voor een menigte van vijfduizend toeschouwers. Achteraf bleek dat hij brieven aan Fanny’s moeder had geschreven waarin hij de moord bekende en om vergiffenis vroeg. Hij kon, zo schreef hij, haar gehuil niet verdragen, maar de moord geschiedde „pijnloos en zonder verzet”.
De inwoners van Alton zamelden geld in voor een grafsteen voor Fanny Adams, die in 1874 werd opgericht. Deze bevindt zich nog steeds op het kerkhof van Alton en werd enkele jaren geleden gerestaureerd. Het graf trekt geregeld bezoekers die speelgoed achterlaten.

## Sweet Fanny Adams
In de tweede helft van de 19de eeuw werden voedselconserven geïntroduceerd in de Britse zeemacht. De kwaliteit van gestoofd schapenvlees in blik was kennelijk dermate slecht dat de matrozen het ‘Sweet Fanny Adams’ gingen noemen, als verwijzing naar het uiteengereten lichaam van Fanny Adams; het was dus aanvankelijk een vorm van zwarte humor. Mettertijd verschoof deze betekenis naar ‘niets’ en werd, in combinaties als ‘F.A.’ en ‘Sweet F.A.’, als synoniem voor ‘fuck all’ geherinterpreteerd.